# Pierrefitte (Vosges)

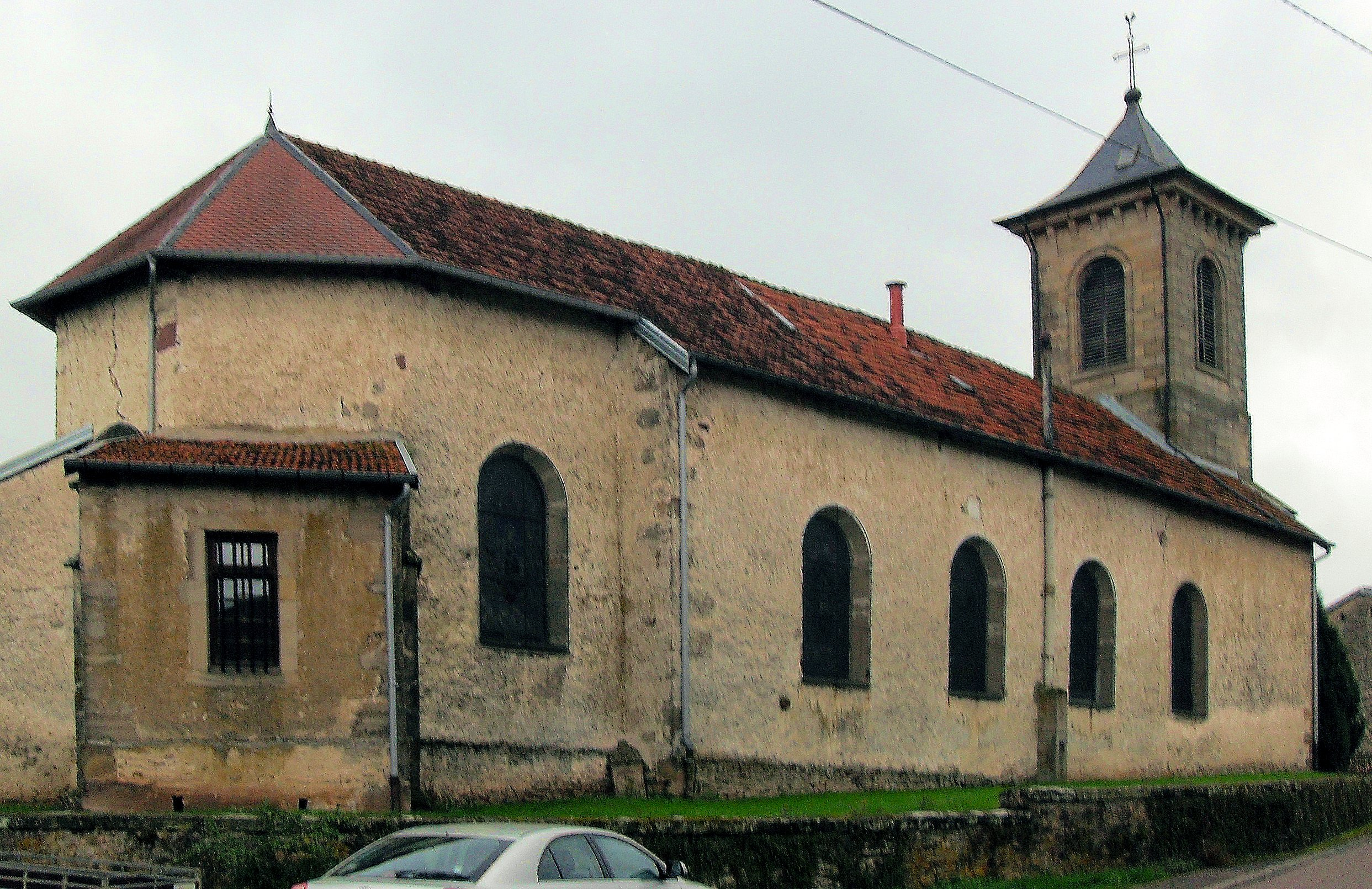
Kerk

Pierrefitte is een gemeente in het Franse departement Vosges (regio Grand Est) en telt 97 inwoners (2009). De plaats maakt deel uit van het arrondissement Épinal.

## Geografie
De oppervlakte van Pierrefitte bedraagt 9,1 km², de bevolkingsdichtheid is dus 10,7 inwoners per km².
De onderstaande kaart toont de ligging van Pierrefitte (Vosges) met de belangrijkste infrastructuur en aangrenzende gemeenten.

## Demografie
Onderstaande figuur toont het verloop van het inwonertal (bron: INSEE-tellingen).